# إرلي ويلتشاير
إرلي ويلتشاير (بالإنجليزية: Erle Wiltshire)‏ (مواليد 18 يناير 1973) هو ملاكم أسترالي، مثّل بلاده في الألعاب الأولمبية الصيفية 2000.

## روابط خارجية
إرلي ويلتشاير على موقع أوليمبيديا (الإنجليزية)
- إرلي ويلتشاير على موقع اللجنة الأولمبية الأسترالية (الإنجليزية)
- إرلي ويلتشاير على موقع اتحاد ألعاب الكومنولث (مؤرشف) (الإنجليزية)